# Kim Merz
Joachim „Kim“ Merz (* 2. Februar 1953 in Duisburg) ist ein deutscher Sänger und Texter/Songschreiber und ehemaliger Leadsänger der Gruppe Wallenstein.

## Leben
Nach einer abgeschlossenen Ausbildung und Tätigkeit als Schriftsetzer war Kim Merz von 1978 bis 1982 Sänger der deutschen Rockband Wallenstein aus Mönchengladbach. Im Jahr 1983 bekam er einen Solo-Plattenvertrag als Sänger mit eigenen Songs und deutschen Texten und debütierte mit der Single Saumäßig stark, die sich in den Airplay-Charts platzieren konnte. Im selben Jahr hatte er einen Hit mit dem Schlager Der Typ neben ihr. Der Titel war für 18 Wochen in den deutschen Singlecharts vertreten, wo er Platz 21 erreichte. Der Typ neben ihr ist die deutsche Fassung des Liedes Just to Walk That Little Girl Home, geschrieben von Willy DeVille und Doc Pomus und erstmals auf der LP Le Chat Bleu (1980) der Band Mink DeVille veröffentlicht.
Kim Merz ist auch als Songschreiber für andere Interpreten tätig: So stammt unter anderem der Text von einem der bekanntesten Hits, Wolfgang Petrys Wahnsinn, aus seiner Feder. Bis 2018 arbeitet er mit seinem eigenen Veranstaltungsservice für andere Künstler, darunter Jürgen von der Lippe, Helge Schneider, Herbert Knebel, Ralf Schmitz und Johann König. Außerdem textete er den Beitrag Primaballerina der Gruppe Pas de Bas zum deutschen ESC Vorentscheid 1984 Ein Lied für Luxemburg.
Seit 1993 tritt er mit der Oldie-/Coverband FKK aus Mülheim/Ruhr auf, deren Gründungsmitglied er ist.
Kim Merz ist auch der Interpret der sogenannten MSV-Hymne, die vor jedem Spiel im Stadion des MSV Duisburg gesungen wird.
Merz ist seit 1980 verheiratet und hat einen Sohn. David Merz, geb. 1987, ist selbst Musiker/Songwriter/Arrangeur. In seiner Progressive-Rock-Band Eyevory in Bremen ist er der Gitarrist und musikalisches Mastermind. Kim Merz führt für die Band das Management.
Nach einer Idee von David Merz wurde 2018 ein neues Band-Projekt aus der Taufe gehoben. Kim Merz bringt die Songs von Wallenstein und seine eigenen deutschen Songs mit einer Live-Band wieder auf die Bühne. In der Kim Merz Band spielt, neben Sohn David und Ehefrau Inge, auch der ehemalige Wallenstein-Gitarrist Michael Dommers.
Seit 2024 ist er als Kim Merz Wallenstein unterwegs.

## Diskografie

### Alben
- 1983: Wenn der Vollmond zuschlägt (Coconut 205 807)
- 1984: Kopf oder Zahl (Coconut 206 551)

### Singles
- 1983: Saumäßig stark
- 1983: Der Typ neben ihr
- 1984: Ich wünsch' mich weit übern Ozean
- 1984: Klick (Sie schaut mich an)
- 1986: Hand in Hand